# Meliola heterocephala
Meliola heterocephala är en svampart som beskrevs av Syd. & P. Syd. 1916. Meliola heterocephala ingår i släktet Meliola och familjen Meliolaceae.   Inga underarter finns listade i Catalogue of Life.